# Lista cluburilor de fotbal din Azerbaidjan
Aceasta este o listă ce conține cluburile de fotbal din Azerbaidjan.

## Agdam
1. FK Qarabağ

## Barda
1. ABN Bärdä

## Baku
1. AZAL PFK Baku
2. FK Baku
3. FC Inter Baku
4. MOIK Baku
5. PFC Neftchi

## Ganca
1. FK Gäncä

## Lankaran
1. FK Khazar Lankaran

## Qabala
1. FK Qäbälä

## Salyan
1. FK Mughan

## Sumqayit
1. FK Ganclarbirliyi Sumqayit
2. Standard Sumgayit

## Tovuz
1. PFC Turan Tovuz

## Yevlax
1. FK Karvan Yevlax

## Zaqatala
1. FK Simurq Zaqatala